# Première offensive de Suez
Campagne du Sinaï et de la Palestine, Première Guerre mondiale
La première offensive de Suez, en Égypte, débuta le 28 janvier 1915 et mit en présence les forces de l'Empire ottoman, appuyées par celles de l'Allemagne, à l'assaut de celles de l'Empire britannique pendant la Première Guerre mondiale en Orient. Les Ottomans tentaient de s'emparer du canal de Suez et comptaient sur un soulèvement des musulmans égyptiens en leur faveur, le sultan Mehmed V ayant fait proclamer le djihad contre les Occidentaux le 14 novembre 1914. L'offensive se solda par le repli des forces ottomanes le 3 février suivant.

## Forces en présence

### Entente

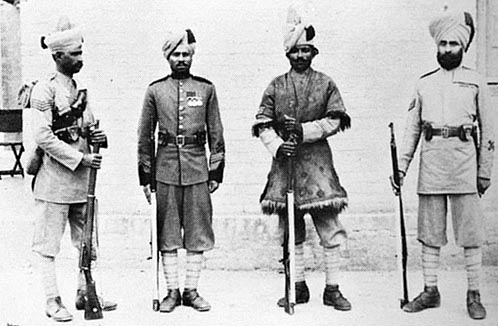
Soldats du 51e régiment sikh (Frontier Force) en 1905

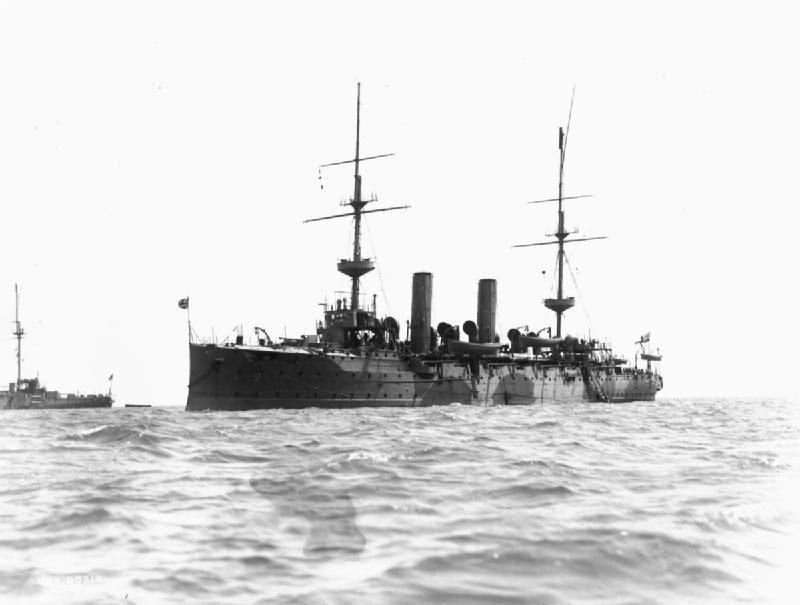
Le croiseur HMS Doris

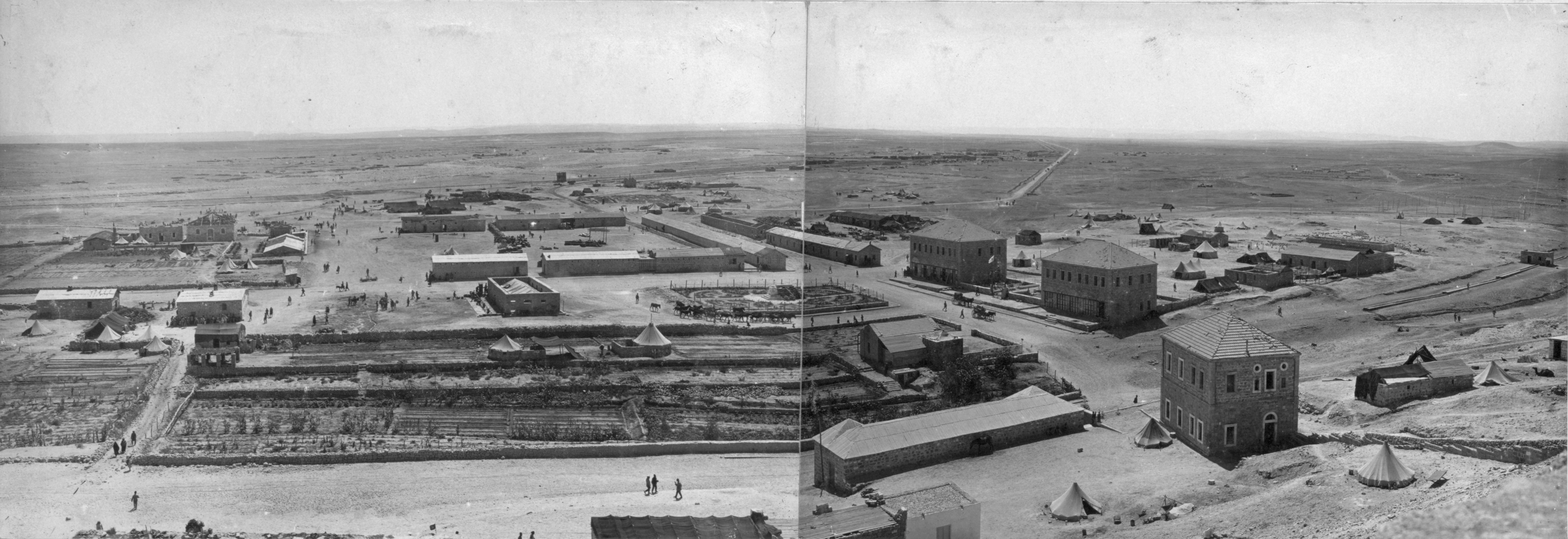
Camp ottoman de Hafir el Aujah près de Beersheba, 1916

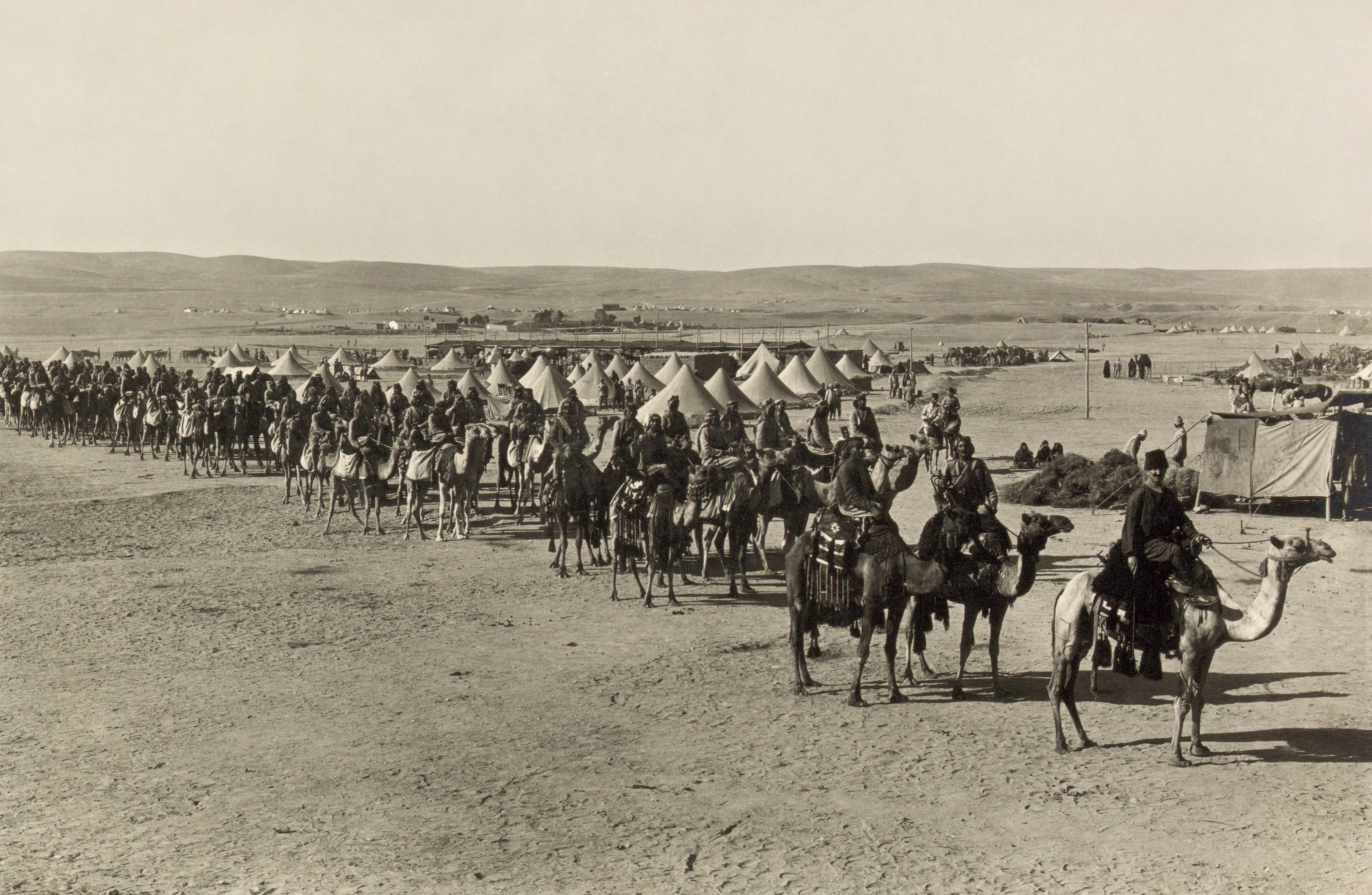
Corps méhariste ottoman à Beersheba, 1915

Général John Maxwell
- Secteur de Suez
  - 30e brigade indienne
    - 24e et 76e régiments pendjabis
    - 126e régiment baloutche
    - 2/7 bataillon de Gurkhas

  - Un escadron de la brigade de cavalerie (Imperial Service) (en)
  - Une compagnie méhariste de Bikaner
  - Une demi-compagnie du génie
  - Une batterie d'artillerie
  - Une ambulance de campagne indienne
- Secteur d'Ismaïlia
  - 22e brigade de Lucknow
    - 62e et 92e régiments pendjabis
    - 2/10 bataillon de Gurkhas

  - 28e brigade indienne
    - 51e (Frontier Force) et 53e régiments sikhs

  - Un escadron de la brigade de cavalerie (Imperial Service)
  - 3 et demie compagnies méharistes de Bikaner
  - Section de mitrailleuses de l'Egyptian Camel Corps
  - Une brigade d'artillerie territoriale
  - Une batterie d'artillerie de montagne indienne
    - 2 ambulances de campagne indiennes
- Secteur d'El Qantara
  - 29e brigade indienne
    - 14e régiment sikh
    - 69e et 89e régiments pendjabis
    - 1/6 bataillon de Gurkhas

  - Un escadron de la brigade de cavalerie (Imperial Service)
  - Une demi-compagnie du génie
  - 2 batteries d'artillerie territoriale
  - 26e batterie d'artillerie de montagne
  - Train blindé avec une demi-compagnie d'infanterie indienne
  - Une station de télégraphie sans fil
  - Une ambulance de campagne indienne
  - Un détachement du Royal Army Medical Corps
- Escadre britannique : vice-amiral Richard Peirse (en)
  - Croiseur protégé HMS Doris
  - Croiseur protégé HMS Minerva
  - Croiseur protégé HMS Proserpine
  - Porte-hydravions HMS Anne et HMS Raven II (anciens cargos allemands capturés)[1]
- Escadre française
  - Croiseur protégé D'Entrecasteaux dans le Grand Lac Amer
  - Garde-côtes Le Requin à Ismaïlia puis dans le lac Timsah
  - Escadrille d'hydravions basée à Port-Saïd[2]
- Escadre russe
  - Croiseur protégé Askold.

### Empires centraux
Général Djemal Pacha
- 4e armée ottomane
  - VIIIe corps (en) (général allemand Friedrich Kress von Kressenstein)
    - 8e, 10e, 23e, 25e et 27e divisions d'infanterie
    - 9 batteries d'artillerie de campagne
    - Une batterie d'obusiers de 150

## Objectifs stratégiques
Le plan allié consistait à établir une défense sur le canal de Suez, postulant que la traversée du désert affaiblirait notablement l'offensive ottomane. En pratique, des secteurs proches du canal furent volontairement inondés.
Le plan germano-turc devait tenir compte des difficultés à progresser par la route littorale des oasis, trop exposée aux bombardements de la flotte alliée. von Kressenstein décida de conduire l'attaque principale sur l'axe de Beer-Sheva à Ismaïlia ; les contraintes logistiques de la traversée de 300 km de désert sans ravitaillement (10 étapes successives) limitèrent la colonne principale à la seule 25e division renforcée de quelques éléments d'artillerie, suivie par la 10e division, le reste de la 4e armée devant suivre ensuite. Deux offensives de diversion auraient lieu sur l'axe côtier depuis El-Arich et dans l'intérieur d'Aqaba vers Suez.

## Déroulement

### Préparatifs

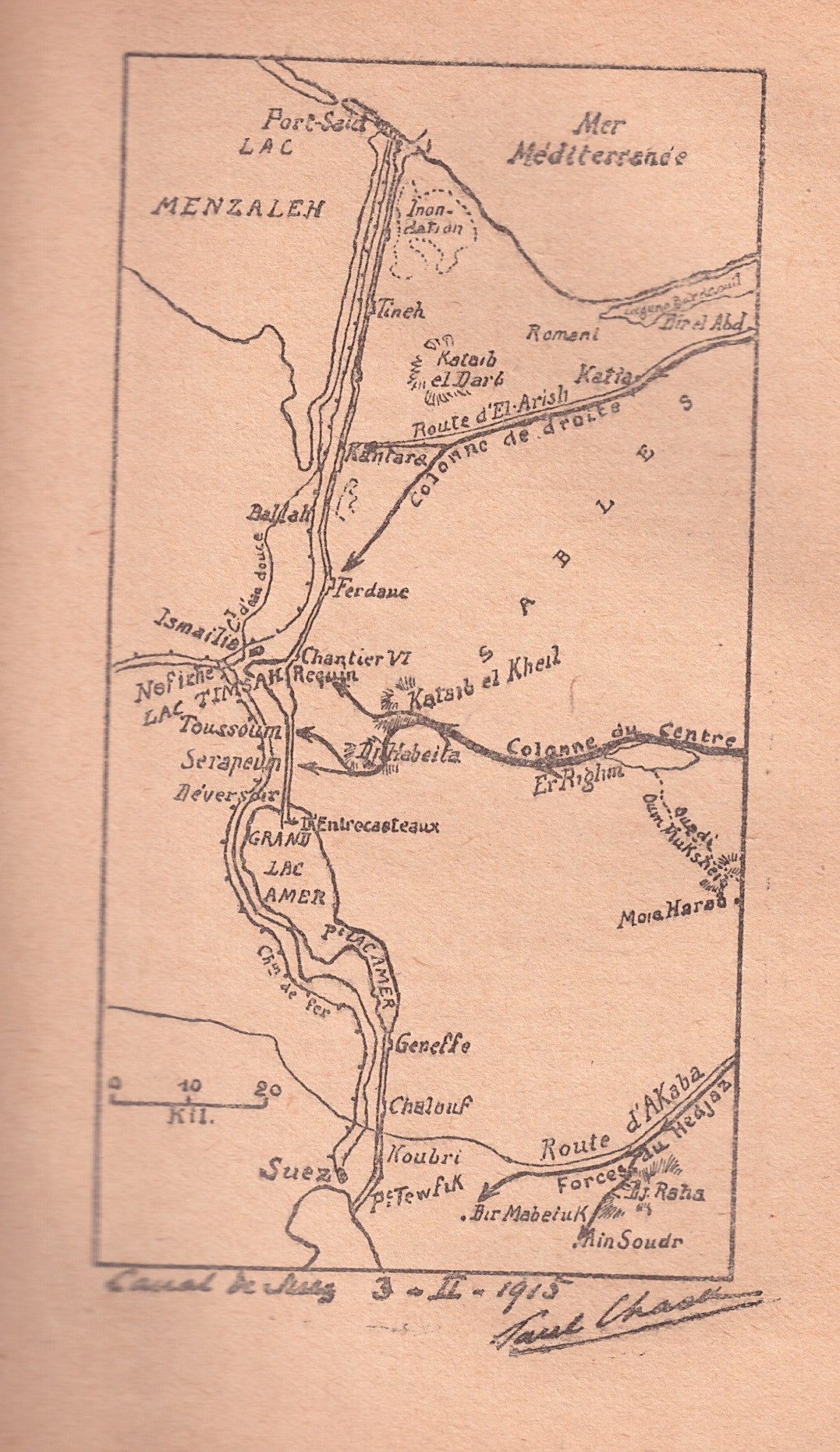
Carte des opérations.

Les reconnaissances aériennes conduites par les hydravions Nieuport français permettent d'observer dans la journée des traces de mouvements ottomans nocturnes dans le Sinaï. Ces alertes sont initialement négligées par le commandement britannique jusqu'à leur confirmation par le père Antonin Jaussen le 30 décembre 1914. La progression ottomane débute le 14 janvier 1915 sur l'axe central. Le 25 janvier, 12 000 hommes sont à Kataïb-el-Kheil, à 15 kilomètres du canal ; au nord, devant El Qantara, des patrouiles indiennes sont prises à partie par des combattants arabes.
Les Britanniques disposent sur le canal différents navires de guerre, dotés d'une artillerie très puissante : le croiseur Proserpine (en) à Port-Saïd, le cuirassé Swiftsure à El Qantara, le sloop Clio (en) à Ferdane, le cuirassé français Requin à Ismaïlia, le Hardinge au sud du lac Timsah, le croiseur français D'Entrecasteaux sur le Grand Lac Amer, le croiseur Minerva (en) à Geneffe, le croiseur auxiliaire Himalaya (en) au kilomètre 140 et le cuirassé Ocean à Port-Tewfik (ar).
Le 29 janvier, 2 000 combattants ottomans sont parvenus à Katia, près d'El Qantara ; les effectifs de la colonne centrale se sont renforcés à 19 000 hommes, sont en passe d'être rejoints par la 10e division et menacent Ferdane et Ismaïlia. Mais la colonne en provenance d'Aqaba est seulement à Nakhl, à plusieurs jours de marche.

### Bataille
Dans la nuit du 2 février, après une violente tempête de sable, des éléments de la 25e division ottomane tentent de traverser le canal au moyen de chalands. Près de Toussoum, ils sont repoussés par des troupes pounjabies mais le 74e régiment parvient à établir quelque temps deux compagnies sur la rive africaine du canal. Les navires de l'Entente canonnent les troupes ottomanes et surclassent la maigre artillerie turque qui a pu traverser le désert. Le 3 février au soir, Djemal Pacha refuse d'engager la 10e division qui n'a pas combattu et ordonne le retrait vers Beer-Sheva. Il fait diffuser un ordre du jour mentionnant que l'opération, une simple reconnaissance en vue d'une future offensive, était un succès.

### Suites
La retraite ottomande se déroule à partir du 4 février, sans que les Britanniques cherchent à poursuivre l'ennemi. Une seconde offensive ottomane en direction du canal aboutira un an et demi plus tard également à une défaite à la bataille de Romani du 3 au 5 août 1916.